# William Hill (acteur)
Ne doit pas être confondu avec William Hill, le bookmaker
William Hill, est un acteur américain, né le 30 mars 1961 à Newark, dans le New Jersey, aux (États-Unis).
Il est  surtout connu pour son rôle de George O'Neill dans la série télévisée Boardwalk Empire de 2010.

## Filmographie

### Cinéma
- 1989 : Brouilles et Embrouilles (Religion, Inc.) de Daniel Adams : Lucas
- 1994 : Wolf de Mike Nichols : un invité à la fête
- 1996 : La Jurée (The Juror) de Brian Gibson : Walters
- 1996 : Striptease d'Andrew Bergman : Jerry Killian
- 1996 : L'Associé (The Associate) de Donald Petrie : Inspecteur Templeton
- 1996 : Rescuing Desire d'Adam Rodgers : Lenny
- 1997 : Hudson River Blues de Nell Cox : Jerry
- 1997 : Le Pacificateur (The Peacemaker) de Mimi Leder : un Agent
- 1997 : L'Associé du diable (The Devil's Advocate) de Taylor Hackford : Feeney le portier
- 1998 : Les Imposteurs (The Impostors) de Stanley Tucci : Bernardo dans "Hamlet"
- 1998 : Couvre-feu (The Siege) d'Edward Zwick
- 1998 : Renegade Force de Martin Kunert : Chuck
- 1999 : Mafia Blues (Analyze This) d'Harold Ramis : Agent du FBI Provano
- 2000 : Isn't She Great d'Andrew Bergman : un passant
- 2000 : Escrocs mais pas trop (Small Time Crooks) de Woody Allen : un invité de la fête
- 2002 : Influences (People I Know) de Daniel Algrant : un paparazzi
- 2003 : Comment se faire larguer en dix leçons (How to Lose a Guy in 10 Days) de Donald Petrie : DeLauer Security
- 2003 : La Vie et tout le reste (Anything Else) de Woody Allen : psychiatre
- 2003 : Second Born de Jevon Roush : Mr. Till
- 2008 : Cadillac Records de Darnell Martin : un policier
- 2008 : Gran Torino de Clint Eastwood : Tim Kennedy
- 2009 : A Dog Year de George LaVoo : Ernie
- 2010 : The Company Men de John Wells : Kevin Walker
- 2016 : Outsider (Chuck) de Philippe Falardeau : Paddy

### Télévision

#### Téléfilms
- 1996 : The Sunshine Boys de John Erman : Hal Jenks
- 1999 : Earthly Possessions de James Lapine : garde de la banque
- 2000 : Mary and Rhoda de Barnet Kellman : barman

#### Séries télévisées
- 1991-1992 : New York, police judiciaire : Hopkins (saison 2, épisodes 11 et 19)
- 1993 : Ghostwriter : Raynard Wilcox (saison 2, épisode 12)
- 1993 : New York, police judiciaire : Milgrim (saison 3, épisode 12)
- 1993 : New York, police judiciaire : Hines (saison 4, épisode 7)
- 1994 : New York Undercover (saison 1, épisode 9)
- 1995 : New York News
- 1997 : Players, les maîtres du jeu (Players) (saison 1, épisode 1)
- 1997 : New York, police judiciaire : Eddie Page (saison 7, épisode 9)
- 1998 : New York Undercover (saison 4, épisode 12)
- 1998 : New York, police judiciaire : avocat de la défense Kusevitsky (saison 8, épisode 24)
- 1998 : Trinity : McTeague
- 1999 : Becker : Mr. Ehrlich
- 1999 : Spin City : le portier (saison 4, épisode 10)
- 1999 : Un agent très secret (Now and Again) : un policier (saison 1, épisode 10)
- 2000 : New York 911 (Third Watch) : un policier (saison 2, épisode 7)
- 2000 : New York, police judiciaire : avocat de la défense Kusevitsky (saison 10, épisode 12)
- 2001 : Big Apple : un garde de la sécurité de l'hôtel (saison 1, épisode 4)
- 2001 : New York, police judiciaire : avocat de la défense Kusevitsky (saison 12, épisode 5)
- 2001 : New York, section criminelle : Jason Richards (saison 1, épisode 8)
- 2001 : Ed : le réparateur (saison 2, épisode 1)
- 2002 : New York, unité spéciale : Allen Cooper (saison 3, épisode 15)
- 2005 : New York, cour de justice : Jack Miller (saison 1, épisode 10)
- 2006 : New York, unité spéciale : le propriétaire (saison 8, épisode 4)
- 2007 : New York, section criminelle : Bobby Grey (saison 6, épisode 17)
- 2008 : New York, police judiciaire : Eddie O'Connor (saison 19, épisode 4)
- 2010-2011 : Boardwalk Empire : George O'Neill
- 2019 : Elementary : Jim Bendix (saison 7, épisode 8)
- 2019 : Prodigal Son : Steve, le vendeur (saison 1, épisode 6)

## Voix francophones

### Voix françaises
Dans le film La Vie et tout le reste, William Hill est doublé par Patrick Floersheim.
Dans la série Boardwalk Empire, il est doublé par Jacques Bouanich.

### Voix québécoises
Il est doublé par Sylvain Hétu dans Gran Torino et Jacques Brouillet dans Striptease.